# Meleonoma
Meleonoma là một chi bướm đêm thuộc họ Cosmopterigidae.